# Wiener Bauindustrie-Zeitung
Die Wiener Bauindustrie-Zeitung (WBIZ) war eine Zeitung für Architekten, Ingenieure und Baufachleute.

## Geschichte
Die Zeitung wurde 1883 gegründet und erschien anfangs wöchentlich. Herausgeber der ersten Ausgaben war der Ingenieur Peter Bambach, später von M. Rohaczek und M. Grebner. Der Zeitung lag das Wiener Bautenalbum bei, in dem die schönsten Gebäude Wiens in großformatigen Fotos und Bauzeichnungen vorgestellt wurden. 1883 wurde die Zeitung als Lehrmittel an Gewerbeschulen zugelassen. 1893 übernahm der Volkswirtschaftliche Verlag Alexander Dorn das Blatt als Herausgeber, leitender Redakteur wurde der Ingenieur Eduard Hoffmann. 1899 übernahm der Ingenieur und Hochschullehrer Josef Röttinger diese Funktion. Ab 1911 war der Architekt Ferdinand Fellner von Feldegg für das Blatt verantwortlich. 1913 erschien die regelmäßige Beilage Der Bauinteressent, in der Ausschreibungen und „geschäftliche Nachrichten“ veröffentlicht wurden. Im gleichen Jahr hatte auch der Verlag der Buchdruckerei Industrie die Zeitung übernommen. Ab 1914 erschien das Blatt nur noch monatlich.
1917 wurde die Wiener Bau-Zeitung in  Oesterreichische Bauzeitung umbenannt und vom Wiener Reisser Verlag übernommen. Sie erschien wöchentlich freitags; Ferdinand Fellner von Feldegg wurde zum Chefredakteur. 1920 wurde die Veröffentlichung eingestellt.